# Gulhalsad klorofonia
Gulhalsad klorofonia (Chlorophonia flavirostris) är en fågel i familjen finkar inom ordningen tättingar.

## Utseende och läte
Gulhalsad klorofonia är en liten färgglad fink. Hanen är mestadels limegrön med lysande gult på buken och i ett halsband runt nacken. Både näbb och ben är laxfärgade, ögat ljust och på halssidan syns kastanjebruna teckningar. Honan är mer färglös, men är ändå mestadels grön med gul buk. Lätet är ett sorgsamt och ljust "teew".

## Utbredning och systematik
Fågeln förekommer i regnskog i östra Panama (Darien), sydvästra Colombia och nordvästra Ecuador. Den behandlas som monotypisk, det vill säga att den inte delas in i några underarter.

### Familjetillhörighet
Tidigare behandlades släktena Euphonia och Chlorophonia som tangaror, men DNA-studier visar att de tillhör familjen finkar, där de tillsammans är systergrupp till alla övriga finkar bortsett från släktet Fringilla.

## Levnadssätt
Gulhalsad klorofonia hittas i ett begränsat område med fuktiga förberg och subtropisk zon. Den ses i par eller flockar, ofta högt upp i trädtaket, där den smälter in i lövverket med sin gröna fjäderdräkt. Fågeln kan uppvisa oregelbundna säsongsmässiga rörelser, vilket gör att den i ett och samma område kan vara vanlig för att sedan försvinna under flera månader.

## Status och hot
Arten har ett litet utbredningsområde och tros minska i antal, dock inte tillräckligt kraftigt för att den ska betraktas som hotad. Internationella naturvårdsunionen IUCN listar arten som livskraftig (LC).